# Puchar Interkontynentalny w Lekkoatletyce 2010 – bieg na 100 m mężczyzn
Bieg na 100 metrów mężczyzn – jedna z konkurencji rozegranych podczas pucharu interkontynentalnego w Splicie. Sprinterzy rywalizowali 4 września – pierwszego dnia zawodów.

## Rezultaty
| Poz. | Zawodnik            | Reprezentacja  | Czas     |
| ---- | ------------------- | -------------- | -------- |
| 1.   | Christophe Lemaitre | Europa         | 10.06    |
| 2.   | Daniel Bailey       | Ameryka        | 10.10    |
| 3.   | Mark Lewis-Francis  | Europa         | 10.16 SB |
| 4.   | Monzavous Edwards   | Ameryka        | 10.23    |
| 5.   | Ben Youssef Meité   | Afryka         | 10.32    |
| 6.   | Lao Yi              | Azja i Oceania | 10.38    |
| 7.   | Aaron Rouge-Serret  | Azja i Oceania | 10.45    |
|      | Aziz Zakari         | Afryka         | DQ       |